# 29986 Shunsuke
29986 Shunsuke (provisorisk beteckning: 1999 XW37) är en asteroid i asteroidbältet. Den upptäcktes 3 december 1999 av den japanske astronomen Akimasa Nakamura vid Kuma Kogen Astronomical Observatory. Asteroiden fick sitt namn efter Shunsuke Nakamura, en fotbollsspelare i italienska serie A mellan 1997 och 2002.